# 豪姫
豪姫（ごうひめ、天正2年（1574年） - 寛永11年5月23日（1634年6月18日））は、安土桃山時代から江戸時代初期にかけての女性。宇喜多秀家の正室。前田利家の四女。豊臣秀吉の養女。羽柴氏。南の御方、備前の方、京。樹正院。洗礼名「マリア」。

## 生涯
天正2年（1574年）、織田氏家臣・前田利家の四女として尾張国荒子（現・愛知県名古屋市中川区）に生まれる。生母はまつ（芳春院）。
数え2歳の時（『川角太閤記』）、父の利家が羽柴秀吉（後の豊臣秀吉）との仲を深めるため、子のなかった秀吉夫婦の養女として出された。豪姫は安土城で秀吉や正室の寧々に太閤秘蔵の子として寵愛されたといわれる。わずか数え2歳の時点で養子に出したことから利家と秀吉の間柄には信頼関係が醸成されていたことが窺える。その後、一時播磨姫路城にいたとされる。
天正16年（1588年）以前に秀吉の猶子であった備前国（現・岡山県）の戦国大名で岡山城主・宇喜多秀家の妻として嫁ぎ「備前御方」と呼ばれ、文禄2年には「南御方」と改称した。また両者の婚姻は天正14年（1586年）とする説もある。秀高・秀継・理松院（山崎長卿・富田重家室）らを産む。ところが、慶長5年（1600年）、秀家が関ヶ原の戦いで石田三成ら西軍方に属していたため、戦後に宇喜多氏は改易。秀家は薩摩に潜伏し島津氏に匿われる。しかし慶長7年（1602年）、島津氏が徳川家康に降ったため、秀家は助命を条件に引き渡され、息子2人と共に慶長11年（1606年）に八丈島に流罪とされた。
宇喜多家が没落後、高台院に仕えていたが、洗礼を受けたのち、慶長12年（1607年）頃、金沢に引取られた。その際、中村刑部と一色主膳が供として従い、豪は化粧料として1500石を受け、金沢西町に居住した。これに伴い一族の宇喜多久閑も来沢して前田家から1500石を与えられた。ロドリゲス・ジラン神父は豪姫が洗礼を受けたことをローマに報告しており（『一六〇六の年報』）、その信仰の先達を勤めたのは内藤ジュリアであったともいわれている。
寛永11年（1634年）5月、死去。享年61。法名は、樹正院殿命室寿晃大禅定尼。葬儀は宇喜多氏の菩提寺、家臣であった中村刑部・一色主膳ら多くの有縁の方によって浄土宗大蓮寺 で行われた。墓所は金沢市の野田山墓地にある前田家墓所のほか、菩提寺である大蓮寺、高野山奥之院にある豊臣家墓所がある。

## その他
文禄4年（1595年）、病弱で出産の度に大病にかかっていた豪姫だが、狐が憑いたのが原因だと言われ、養父・秀吉は10月20日、石田三成と増田長盛に命じて狐狩の文書を出した。この時は、内侍所御神楽が奏され、実父の利家も名刀三池伝太の威力で狐を落としたという。
40代だった慶長20年（1615年）に生前葬を営んでおり、高野山奥之院の豊臣家墓所で2021年（令和3年）に見つかった前述の墓についても豪姫生前に建てられたものである。キリシタンでありながらも高野山に墓が建てられたことについては、実母芳春院が勧めた可能性が指摘されている。ただし建てられた時期的背景から、豪姫本人でなく豊臣家一員の誰かが建立したものという見方もある。

## 系譜
夫
- 宇喜多秀家

子女
- 宇喜多秀高
- 宇喜多秀継
- 理松院（貞姫・佐保姫）（山崎長郷室→富田重家室）

## 登場作品
映画
- 豪姫（1992年 松竹　原作：富士正晴　監督：勅使河原宏　豪姫：宮沢りえ）

小説
- 富士正晴『たんぽぽの歌』（河出書房新社、 1961年）のちに『豪姫』（新潮文庫、1991年）に改題
- 筆内幸子『豪姫さま 百万石の女人系』（ 北国新聞、1992年）
- 中村彰彦 『豪姫夢幻』（角川書店 、1999年）

テレビドラマ
- 大坂城の女（1970年 フジテレビ） 北林早苗
- おんな太閤記（1981年 NHK大河ドラマ） 金子曜子→高梨路子→岩崎良美
- 女たちの百万石（1988年 日本テレビ） 浅野ゆう子
- 愛に燃える戦国の女（1988年 TBS） 小川範子
- 豊臣秀吉 天下を獲る!（1995年 テレビ東京） 根本宗子
- 姫将軍大あばれ（1995年 テレビ東京） 上村香子
- 秀吉（1996年 NHK大河ドラマ） 松尾恵理香→坂田麻衣子
- 利家とまつ〜加賀百万石物語〜（2002年　NHK大河ドラマ） 梅澤美優→大田ななみ→斉藤千晃→須藤理彩
- 寧々〜おんな太閤記（2009年 テレビ東京） 西本利久

楽曲
- さくらゆき『砂の川』（作詞：小栗さくら、作曲：まついえつこ）